# 甲斐錦勝
甲斐錦 勝（かいにしき まさる、1920年（大正9年）10月31日 - 没年不明）は、山梨県山梨市牧丘町（現役当時は東山梨郡中牧村）出身で、二所ノ関部屋（入門時は松ヶ根部屋）に所属した大相撲力士。本名は鶴田 勝（つるた まさる）。最高位は西前頭12枚目（1950年5月場所）。現役時代の体格は175cm、86kg。得意手は左四つ、吊り、寄り。

## 来歴・人物
17歳の時に上京し、元小結・紅葉川が率いる松ヶ根部屋へ入門。1938年（昭和13年）5月場所で初土俵を踏んだ。同期生には、後の横綱・吉葉山や小結・大起などがいる。当初の四股名は、本名と同一の「鶴田」。改名後の「甲斐錦」は、故郷・山梨県の旧称・甲斐に因む。
三段目時代と新十両昇進時（1945年（昭和20年）6月場所後）に応召された事も災いして出世は遅れ、初土俵から新入幕（1949年（昭和24年）5月場所）まで、およそ11年を要した。二所ノ関部屋に移ったのは、1950年（昭和25年）1月場所からである。
体重90kgに満たない小兵であったが、左四つからの吊りや寄りが得意で、しぶとい相撲を取った。しかし、幕内在位は5場所に留まり、幕内に於いての勝ち越しもわずか2度（1949年5月場所…8勝7敗、1950年1月場所…9勝6敗）に終わっている。平幕時代の栃錦と対戦した事がある。
現役晩年は十両11枚目まで陥落し、十両11枚目で全休して幕下陥落が決定的となった1951年（昭和26年）5月場所後、30歳で廃業。
廃業後の動向は不詳。2020年が生誕百年にあたるが、大相撲史上関取経験者のセンテナリアンは存在せず、健在であれば史上初の事例ということになる。

## 主な戦績
- 現役在位：25場所
- 通算成績：115勝116敗15休 勝率.498
- 幕内在位：5場所
- 幕内成績：29勝46敗 勝率.387

## 場所別成績
| 1938年 （昭和13年） | x                     | （前相撲）               | x                     |
| 1939年 （昭和14年） | （前相撲）            | （前相撲）               | x                     |
| 1940年 （昭和15年） | 西序ノ口25枚目 7–1    | 西序二段28枚目 5–3       | x                     |
| 1941年 （昭和16年） | 西三段目57枚目 – 兵役 | x                        | x                     |
| 1942年 （昭和17年） | 東三段目61枚目 5–3    | 西三段目6枚目 6–2        | x                     |
| 1943年 （昭和18年） | 東幕下32枚目 4–4      | 西幕下26枚目 4–4         | x                     |
| 1944年 （昭和19年） | 東幕下22枚目 4–4      | 東幕下16枚目 3–2         | 東幕下10枚目 3–2      |
| 1945年 （昭和20年） | x                     | 東幕下2枚目 3–3          | 西十両13枚目 – 未帰還 |
| 1946年 （昭和21年） | x                     | x                        | 西十両 7–6            |
| 1947年 （昭和22年） | x                     | 西十両6枚目 6–4          | 西十両2枚目 3–8       |
| 1948年 （昭和23年） | x                     | 東十両7枚目 7–4          | 東十両3枚目 6–5       |
| 1949年 （昭和24年） | 東十両筆頭 9–4        | 東前頭17枚目 8–7         | 東前頭14枚目 5–10     |
| 1950年 （昭和25年） | 西前頭17枚目 9–6      | 西前頭12枚目 3–12        | 東前頭19枚目 4–11     |
| 1951年 （昭和26年） | 西十両4枚目 4–11      | 東十両11枚目 引退 0–0–15 | x                     |
| 各欄の数字は、「勝ち-負け-休場」を示す。 優勝 引退 休場 十両 幕下 三賞：敢=敢闘賞、殊=殊勲賞、技=技能賞 その他：★=金星 番付階級：幕内 - 十両 - 幕下 - 三段目 - 序二段 - 序ノ口 幕内序列：横綱 - 大関 - 関脇 - 小結 - 前頭（「#数字」は各位内の序列） |                       |                          |                       |

### 幕内対戦成績
| 力士名 | 勝数 | 負数 | 力士名 | 勝数 | 負数 | 力士名   | 勝数 | 負数 | 力士名 | 勝数 | 負数 |
| ------ | ---- | ---- | ------ | ---- | ---- | -------- | ---- | ---- | ------ | ---- | ---- |
| 愛知山 | 1    | 2    | 朝若   | 0    | 1    | 大岩山   | 2    | 2    | 大内山 | 0    | 1    |
| 大江戸 | 1    | 0    | 大熊   | 1    | 0    | 大起     | 0    | 1    | 大晃   | 0    | 1    |
| 大蛇潟 | 1(1) | 3    | 神錦   | 2    | 0    | 北ノ洋   | 0    | 1    | 清恵波 | 3    | 0    |
| 九州錦 | 2    | 1    | 小坂川 | 1    | 2    | 信夫山   | 0    | 1    | 清水川 | 1    | 0    |
| 常ノ山 | 0    | 3    | 時津山 | 1    | 2    | 那智ノ山 | 0    | 1    | 名寄岩 | 1    | 4    |
| 鳴門海 | 3(1) | 0    | 羽嶋山 | 0    | 1    | 緋縅     | 0    | 1    | 広瀬川 | 0    | 1    |
| 藤田   | 2    | 0    | 二瀬山 | 0    | 1    | 不動岩   | 0    | 4    | 増巳山 | 0    | 2    |
| 緑國   | 3    | 2    | 宮城海 | 0    | 2    | 八方山   | 1    | 0    | 吉井山 | 0    | 2    |
| 吉田川 | 1    | 0    | 若葉山 | 1    | 3    |          |      |      |        |      |      |

## 改名歴
- 鶴田（つるた、1940年1月場所）
- 甲斐錦（かいにしき、1940年5月場所 - 1951年5月場所）

## 家族
甥に、プロレスラーとして活躍したジャンボ鶴田（本名・鶴田 友美（つるた ともみ））がいる。 甲斐錦が相撲界を去る直前の、1951年（昭和26年）3月に誕生した。出身地は、叔父の甲斐錦と同じ山梨市牧丘町。なお、ジャンボ鶴田の好敵手天龍源一郎は相撲時代二所ノ関部屋にいたので甲斐錦の部屋の後輩に当たる。
なお、甥の鶴田は体験入門のつもりが朝日山部屋所属力士として間違って新弟子検査を受けて合格して力士となってしまったため、甲斐錦は慌てて話を付けて新弟子検査を取り消した。そのようなこともあって、鶴田の公式記録は日本相撲協会には残っていない。